# Müncheberg
Müncheberg è una città di 7 135 abitanti del Brandeburgo, in Germania.

Appartiene al circondario del Märkisch-Oderland.

## Geografia fisica
La città si trova a circa metà strada fra Berlino e Kostrzyn nad Odrą, in Polonia. Per estensione è il maggior comune del Märkisch-Oderland.

## Società

### Evoluzione demografica
- Sviluppo della popolazione dal 1875 entro gli attuali confini (Linea Blu: Popolazione; Linea puntata: Confronto dello sviluppo della popolazione dello stato del Brandenburgo; Sfondo grigio: Ai tempi del governo nazista; Sfondo rosso: Al tempo del governo comunista)
- Sviluppo recente della popolazione (Linea blu) e previsioni

| Anno | Abitanti |
| ---- | -------- |
| 1875 | 6 792    |
| 1890 | 6 967    |
| 1910 | 6 695    |
| 1925 | 7 570    |
| 1939 | 8 131    |
| 1946 | 7 683    |
| 1950 | 8 565    |
| 1964 | 7 933    |

| Anno | Abitanti |
| ---- | -------- |
| 1971 | 7 844    |
| 1981 | 7 408    |
| 1985 | 7 203    |
| 1990 | 7 006    |
| 1995 | 8 003    |
| 2000 | 8 018    |
| 2005 | 7 471    |
| 2010 | 7 150    |

| Anno | Abitanti |
| ---- | -------- |
| 2015 | 6 783    |
| 2016 | 6 820    |
| 2017 | 6 827    |
| 2018 | 6 870    |
| 2019 | 6 945    |
| 2020 | 7 003    |

Fonti dei dati sono nel dettaglio nelle Wikimedia Commons..

## Geografia antropica

### Suddivisioni amministrative
Müncheberg si divide in 8 zone (Ortsteil), corrispondenti all'area urbana e a 7 frazioni:
- Müncheberg (area urbana)
- Eggersdorf
- Hermersdorf
- Hoppegarten
- Jahnsfelde
- Münchehofe
- Obersdorf
- Trebnitz

## Infrastrutture e trasporti

### Strade
La città di Müncheberg è attraversata dalle strade federali B 1, B 5 e B 168.

## Amministrazione

### Gemellaggi
Müncheberg è gemellata con
- Hohenwestedt
- Witnica
- Billund